# Fernando Huertas
Fernando Huertas (Madrid, 1950-2023) fue un guionista, director de cine y novelista español. Profesor de la Universidad Complutense de Madrid en la Facultad de Ciencias de la Información.

## Biografía
Premio extraordinario de Licenciatura (1978). Doctor en Ciencias de la Información por la UCM y catedrático de Realización Audiovisual de la Universidad Complutense de Madrid (UCM). Es miembro de la Academia de Cine de España.
Ha impartido docencia en Licenciaturas, Doctorados y numerosos Másteres, principalmente en las materias: Teoría y técnica de la realización audiovisual y Dirección cinematográfica.
Entre otras actividades, relacionadas con los medios de comunicación audiovisual, fue director de realización del Canal de Televisión del Congreso de los Diputados desde 1992 a 2005. Director de la Televisión del Senado desde 2003 hasta 2016. Promotor y director de la Televisión Complutense (1994-1998). Ha trabajado como guionista y director de programas divulgativos, documentales y publicitarios, para numerosas empresas e instituciones entre las que cabría destacar: Alcatel, Ford, Retevisión, Telefónica, Openbank, Comunidad de Madrid, Comunidad de Castilla-La Mancha, entre otras. Director de la serie diaria La Universidad de Verano de El Escorial, emitida por Telecinco y Telemadrid durante los veranos 1996, 1997 y 1998.
Además de publicar ensayos y numerosos artículos, es de destacar la labor de guionista, productor y director de cortometrajes y largometrajes.
En estos últimos años centra su actividad y capacidad creativa en la literatura, y publica un libro de relatos y dos novelas.

## Filmografía

### Cortometrajes
- 1978: La fiesta[4]
- 1979: Marta, María... y su hermano[5]
- 1980: Riego sanguíneo[6]

### Largometrajes
- 1985: El elegido
- 2000: Terca vida

## Premios
- Primer Premio, por El elegido, a la mejor Opera Prima y votación popular en la II Semana de Cine Español de Murcia.
- Colón de Oro, por Terca vida, a la mejor película por votación popular en el Festival de Cine Iberoamericano de Huelva (2000).[7]
- Carabela de Plata, por Terca vida, a la mejor Opera Prima en el Festival de Cine Iberoamericano de Huelva (2000)
- Nominada a los Goya 2000, por Terca vida, Mejor Actriz Revelación a Luisa Martín.[8]

## Obra escrita

### Libros
- Principios para una Teoría de la Realización Audiovisual, 1981[9]
- Estética del discurso audiovisual, 1986[10]
- Televisión y Política", 1994[11]

### Artículos
- Impacto e integración del video, 1986[12]
- El Hemiciclo como realidad conformada o imagen virtual, 1994[13]
- El saber del espectador, 2001[14]
- Punto de vista. Una reflexión fenomenológica, 2001[15]
- El futuro digital, 2001[16]
- Los canales de televisión parlamentarios, 2005[17]

### Relatos y novelas
- Al otro lado del jardín (relatos), 2009[18]
- De puertas adentro (novela), 2013[19]
- La lealtad de los reptiles (novela), 2014[20]
- La Cuba que viví (novela ficción-histórica), 2021[21]